# Haliclona tachibanaensis
Haliclona tachibanaensis är en svampdjursart som beskrevs av Kazuo Hoshino 1981. Haliclona tachibanaensis ingår i släktet Haliclona och familjen Chalinidae. Inga underarter finns listade i Catalogue of Life.